# هرب‌اشتاین
شهر هرب‌اشتایندر ایالت هسن در کشور آلمان واقع شده‌است.